# El show de Yuly
El show de Yuly, originalmente llamado El show de July, fue un programa infantil peruano y ecuatoriano conducido por Giuliana Maiocchi Woodman, conocida como July o Yuly.

## Historia
Fue emitido por primera vez el 21 de enero de 1989 en Panamericana Televisión, y producido por Michelle Alexander, quien, junto con un grupo de psicólogos y especialistas, renovaron la parrilla televisiva del canal. Fue una adaptación libre del Xou da Xuxa.
En abril de 1990, el programa ganó el premio como el mejor programa infantil de 1989 por la revista Teleguía. Maiocchi ganó diversos premios como el rostro más bello de la televisión, según la revista Telecolor.
El programa fue cancelado el 28 de febrero de 1990. Maiocchi se mudó a Quito (Ecuador), debido al trabajo de publicista de su cónyuge, el productor Juan Luis Zanelli, y volvió a las pantallas a través de Teleamazonas.

## Cronología
| Año                   | Emisora                 | País    |
| --------------------- | ----------------------- | ------- |
| 1989-1990             | Panamericana Televisión | Perú    |
| 1990                  | América Televisión      | Perú    |
| 1990-1998             | ATV                     | Perú    |
| 1996                  | Uranio 15               | Perú    |
| 1990-1993             | Teleamazonas            | Ecuador |
| 1993-1994 y 1996-1997 | Gamavisión              | Ecuador |

## Discografía
| Año  | Título                | Formato | Discográfica | Notas                                          | Ref.  |
| ---- | --------------------- | ------- | ------------ | ---------------------------------------------- | ----- |
| 1989 | El show de July       | Casete  | Delta Discos | 4 canciones y 4 karaokes                       | [ 4 ] |
| 1989 | El show de July n.º 2 | Casete  | Delta Discos | 7 canciones y 1 karaoke                        | [ 4 ] |
| 1989 | El show de July n.º 3 | Casete  | Delta Discos | 7 canciones y 1 karaoke                        | [ 4 ] |
| 1990 | Yuly                  | Casete  | -            |                                                |       |
| 1991 | Sueños                | Casete  | Iempsa       | 6 canciones                                    |       |
| 1992 | En Navidad            | Casete  | Iempsa       |                                                |       |
| 1994 | A moverse             | Casete  | Iempsa       | 7 canciones                                    | [ 5 ] |
| 1996 | Yuly                  | CD      | Iempsa       | 10 canciones (que se repetían) y una despedida | [ 5 ] |
| 1998 | Burbujas de color     | CD      | Iempsa       | 7 canciones y 7 karaokes                       |       |